# Contea di Tanghe
La contea di Tanghe (唐河县S, Tánghé XiànP) è una contea della Cina, situata nella provincia di Henan e amministrata dalla prefettura di Nanyang.